# Lars Dalgren
Lars Einar Dalgren, född 14 april 1887 i Åmål, död 2 oktober 1942 i Karlstad, var en svensk skolman och politiker (socialdemokrat).
Han var son till rektorn för Åmåls lägre allmänna läroverk Lars Johan Dalgren och Hanna Persson. Han blev student vid Karlstads högre allmänna läroverk 1906, filosofie doktor 1914 och lektor i modersmålet och historia i Västervik 1917. Från 1924 var han lektor vid läroverket i Karlstad. Av hans utgivna skrifter märks förutom doktorsavhandlingen Sverige och Pommern 1792-1806 (1914) främst stadshistorikerna Västerviks historia 2. Tiden 1719–1932 (1932),  Karlskoga historia1686–1815 (1936), Karlstads stads historia. 2. 1719–1815 (1939) samt  E. M. Arndt och Sverige (1920) och Minnesskrift till Uppsala arbetarekommuns 25-årsjubileum  Han var ledamot av andra kammaren 1921-1924, invald i Kalmar läns norra valkrets fram till 1921 och därefter i Kalmar läns valkrets. Han var ordförande i Laboremus från 1915. Han är gravsatt på Ruds kyrkogård i Karlstad